# Institut für Neue Musik und Musikerziehung
Das Institut für Neue Musik und Musikerziehung (INMM Darmstadt) ist eine Einrichtung zur Förderung der Neuen Musik und ihrer pädagogischen Vermittlung. Gefördert wird der interdisziplinäre Diskurs zwischen Produktion, Reproduktion und Reflexion der Musik der Gegenwart und ihrer Vermittlung in der Musikerziehung. Dazu werden Frühjahrstagungen mit Konzerten, Vorträgen, Seminaren und Workshops veranstaltet, die dem Erfahrungsaustausch zwischen Komponisten, Interpreten, Wissenschaftlern, Pädagogen und der Öffentlichkeit dienen.

## Geschichte

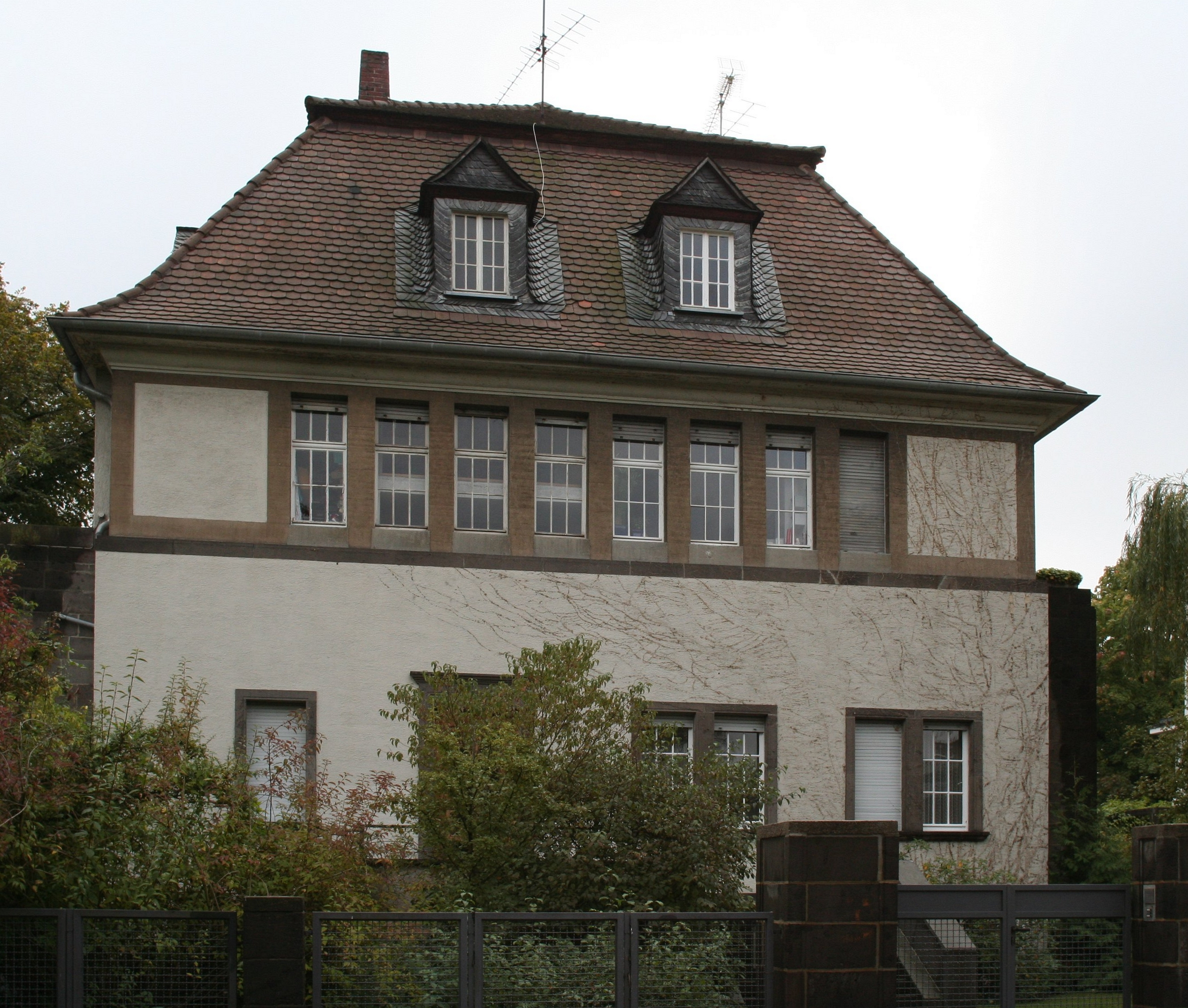
Institut für Neue Musik und Musikerziehung im Oberhessischen Haus

Das Institut für Neue Musik und Musikerziehung wurde 1947 von dem Musikschriftsteller und Konzertagenten Herbert Barth, zunächst unter dem Namen Institut für Neue Musik, auf Schloss Colmdorf in Bayreuth gegründet. Zu den Gründungsmitgliedern gehörten u. a. der Musikforscher und Chorleiter Hans Mersmann, der Musikpädagoge Erich Doflein, der Komponist und Musikpädagoge Wolfgang Jacobi und der Musikwissenschaftler Karl Gustav Fellerer. Im Folgejahr, welches deshalb alternativ als Gründungsjahr genannt wird, folgte die explizite Benennung der inhaltlichen Einbeziehung der Musikpädagogik mit der Umbenennung zum INMM Institut für Neue Musik und Musikerziehung. Mit der Institutsgründung war die Idee verbunden, die während der Zeit des Nationalsozialismus in Deutschland verfemte Neue Musik wieder bekannter zu machen.

„Nach vielen Jahren des Schweigens hören wir wieder Neue Musik [...] wir wenden uns vor allem an die junge Generation. Für sie müssen Brücken geschlagen werden, über den Abgrund der Vernichtung hinweg. Nicht nur dort wieder anknüpfen, wo die Entwicklung 1933 abgeschnitten wurde, sondern um aus der Vergangenheit die großen Maßstäbe zu gewinnen, derer wir für die Zukunft bedürfen.“

## Tätigkeiten
Den Schwerpunkt der Arbeit des INMM bildet die Organisation und Durchführung jährlicher Frühjahrstagungen mit Konzerten, Vorträgen, Seminaren und Workshops, die sich an komponierende und ausführender Musiker ebenso wendet wie an Musikpädagogen, Wissenschaftler und die musik- und kunstinteressierte Öffentlichkeit. Bis 1950 fanden die Tagungen in Bayreuth statt. Kulturpolitsche Entscheidungen im Zusammenhang mit den Bayreuther Richard-Wagner-Festspielen führten zu einer Verlegung des Tagungsortes nach Darmstadt, die sich dann auch in der Namensgebung INMM Darmstadt niederschlug. Die Entscheidung für die Stadt Darmstadt war durch die dort seit 1946 von Wolfgang Steinecke veranstalteten Darmstädter Ferienkurse begünstigt, da Steinecke zu dieser Zeit Kulturreferent der Stadt Darmstadt war. Eine Konkurrenz der beiden Veranstaltungen ergab sich nicht, weil die inhaltliche Zielsetzung und der angesprochene Personenkreis zu unterschiedlich waren. Bis in die Mitte der 1950er Jahre waren die Tagungen durch ein großes Angebot zum gemeinsamen Singen, chorischen Beiträgen und pädagogisch ausgerichteten Konzerten und Vorträgen gekennzeichnet. Später waren sie wechselnden Schwerpunktthemen gewidmet wie beispielsweise der Improvisation, der Präsentation und Vermittlung, der Vebindung von Neuer Musik und Natur, von Neuer Musik und Spiritualität, den Aspekten des Körperlichen (Body-Percussion), den Verbindungen von Musik und Szene, Musik und Bewegung oder Musik und Sprache.  Daneben veranstaltet das INMM einzelne Projekte in den Bereichen der kompositorischen Avantgarde, der Klangkunst, der Nutzung der Neuen Medien in der Musik, der Improvisation, des Jazz und der Musik der Jugendkulturen.
Seit 1961 ist das INMM außerdem Herausgeber der Schriftenreihe Veröffentlichungen des Instituts für Neue Musik und Musikerziehung. Die ersten neun Bände erschienen im Merseburger Verlag in Berlin, ab Band 10 wird die Reihe vom Schott Verlag in Mainz herausgegeben. Bis zum Jahr 2025 sind insgesamt 64 Bände erschienen. Einige weitere Veröffentlichungen erschienen außerhalb der Reihe.

## Vorstand und Förderer
Den Vorstand des INMM bilden derzeit (2025) der Komponist Robin Hoffmann, die Grazer Musikprofessorin Christa Brüstle und die Stuttgarter Musikprofessorin Karolin Schmitt-Weidmann.
Neben zahlreichen wechselnden öffentlichen und privaten Förderern sind als Kooperationspartner und Förderer der Deutsche Musikrat, der Landesmusikrat Hessen, der Deutsche Komponist:innenverband, der Verband deutscher Musikschulen und das Hessische Ministerium für Wissenschaft und Kunst an der Arbeit des INMM beteiligt.

## Bedeutung
Das INMM hat mit seinen Tagungen und Veröffentlichungen für den Bereich der Neuen Musik und Musikerziehung internationale Bedeutung gewonnen und nimmt in der Vermittlung der Neuen Musik eine zentrale Rolle ein.
Die Neue Musikzeitung berichtet regelmäßig über die Tagungen und ihre Schwerpunktthemen.